# Cissus doeringii
Cissus doeringii är en vinväxtart som beskrevs av Gilg & Brandt. Cissus doeringii ingår i släktet Cissus och familjen vinväxter. Inga underarter finns listade i Catalogue of Life.